# Голос (фильм, 1982)
«Голос» — художественный фильм режиссёра Ильи Авербаха, снятый на киностудии «Ленфильм» в 1982 году.
Премьера фильма состоялась 18 декабря 1982 года.

## Сюжет
На последней стадии работы над новым фильмом недовольный собой и товарищами по цеху режиссёр пытается исправить наиболее явные погрешности своей ленты. В глубине души он уже смирился с полученным результатом, но требует от съёмочной группы всё новых и новых усилий.
Осталось несколько неснятых сцен. Главный оператор вот-вот должен уехать в Болгарию. Композитор, несогласный с подходом режиссёра к музыкальному оформлению фильма, старается оградить себя от любых контактов. Прилетевший по срочному вызову сценарист, вместо ожидаемой помощи, подлил масла в тлеющий огонь затихнувших было творческих споров. Директор картины, обиженный за всё, хлопнул дверью и покинул съёмочную площадку.
Аня — помощник режиссёра, уставшая от ежедневной нервной суеты, пытается найти замену главной героине, оказавшейся с не совсем ясным диагнозом на больничной койке. Юля, успевшая перед госпитализацией поругаться с режиссёром, тайком уходит из больницы, чтобы помочь коллегам.
Её болезнь оказывается слишком серьёзной и спустя несколько дней, в фойе киностудии, поражённые коллеги читают прикреплённый к стене некролог актрисы. С трудом доходит до сознания факт, что жизнерадостной, молодой женщины, так недавно бывшей с ними, уже нет, а напоминанием о ней служит лишь хранящаяся в монтажной магнитная лента с записанным накануне голосом.
Первоначальное название фильма «Её голубые глаза» в финале преобразовывается в «Правила игры».

## В ролях

### В главных ролях
- Наталья Сайко — Юлия Андреевна Мартынова, актриса
- Леонид Филатов — Сергей Анатольевич, режиссёр
- Георгий Калатозишвили — Александр Ильич, автор сценария
- Елизавета Никищихина — Анна Викторовна, ассистент

### В ролях
- Всеволод Шиловский — Кольчужников, оператор
- Сергей Бехтерев — Олег Петрович Ромашкин, композитор
- Пётр Шелохонов — Леонид Борисович, директор картины
- Василий Бочкарёв — Аркадий, муж Мартыновой
- Татьяна Кравченко — Надя, медсестра
- Елена Сафонова — Света, дублёрша
- Татьяна Панкова — Павла Фёдоровна, художница
- Георгий Березовский — Гарик, звукооператор
- Татьяна Лаврова — Маша Ахтырская, подруга Юлии
- Михаил Глузский — Павел Платонович, герой снимаемого фильма
- Тамара Родионова — Людмила Ивановна, монтажёр
- Лариса Соловьёва — Вероника, монтажёр
- Алла Осипенко — соседка Юли по больничной палате

## Съёмочная группа
- Автор сценария: Наталья Рязанцева
- Режиссёр-постановщик: Илья Авербах
- Оператор-постановщик: Дмитрий Долинин
- Художник-постановщик: Владимир Светозаров
- Композитор: Николай Каретников
- Звукооператор: Борис Андреев
- Оркестр Ленинградской государственной филармонии им. Д. Шостаковича.
  - Дирижёр: Александр Дмитриев